# Thiago Ryan
Thiago Ryan Andrade do Nascimento (Duque de Caxias, 1991. május 9. –) brazil labdarúgó, 2014 óta a Flumiense második csapatának hátvédje.

## Pályafutása
Pályafutását hazájában kezdte a Flumiense B-csapatában. 2012-ben került a Resende csapatához kölcsönbe. Fél év múlva visszatért, következő csapata a Madureira volt. Megfordult a Tupi csapatában is. 2013 szeptemberében igazolt a Videoton FC-hez. Korábban szerepelt a brazil U20-as labdarúgó-válogatottban is.